# Ustea, Camenița
Ustea (în ucraineană Устя) este localitatea de reședință a comunei Ustea din raionul Camenița, regiunea Hmelnîțkîi, Ucraina.

## Demografie
Componența lingvistică a localității Ustea
     Ucraineană (98,68%)
     Alte limbi (0,95%)
Conform recensământului din 2001, majoritatea populației localității Ustea era vorbitoare de ucraineană (98,68%), existând în minoritate și vorbitori de alte limbi.